# 御前岳 (福岡県・大分県)
御前岳（ごぜんだけ）は、福岡県八女市と大分県日田市との境界にある山である。大分県側では権現岳とも呼ばれる。標高は1,209m。九州百名山大分百山のひとつで、津江山系県立自然公園に指定されている。

## 概要
『日本書紀』では「前山」として現れ、景行天皇が九州に行幸した際にこの山を越えたと記されている。山頂にはこれに因んで「景行天皇御遺跡」の石碑が建てられている。
また、山頂には大山祇命を祭神とする御前岳神社の上宮がある。この神社の下宮は、日田市前津江町田代にあって、津江権現または田代権現とも呼ばれている。八女市黒木町今にある津江神社は、この津江権現を勧請したものである。
大分県日田市津江地方では、御前岳と釈迦岳（標高1,231m）、渡神山（標高1,150m）とを合わせて津江三山と呼んでいる。また、周囲の山も含めて総称して釈迦連峰と呼ぶこともある。さらに、これらの山を含む山地は津江山地と呼ばれる。
大分県側の中腹にある御前岳湧水は、豊の国名水15選に選ばれている。